# TT71
A tumba TT71 está localizada na Necrópole de Tebas, na margem ocidental do Rio Nilo, em frente a Luxor. Era a câmara mortuária de Senemut, o mordomo e arquiteto da rainha Hatexepsute. Está situada na área da necrópole ao redor de Sheikh Abd el-Qurna. Anteriormente (durante cerca de 100 anos), a tumba era acessível e durante a maior parte deste tempo o alvo de inúmeras investigações, embora anteriormente já estava fortemente destruído. Já tinha sido visitada anteriormente. Na primeira metade do século XIX, John Gardner Wilkinson, Robert Hay e J. Wild copiaram cenas, embora a decoração já estivesse devastada. Karl Richard Lepsius levou a porta falsa para Berlim e copiou alguns tijolos inscritos. Somente em 1906 Kurt Heinrich Sethe copiou todas as inscrições. Herbert Eustis Winlock limpou todo a tumba entre 1930 e 1931, e encontrou fragmentos de um sarcófago esmagado.
Hoje a decoração da câmara mortuária está quase totalmente desaparecida. Com suas dimensões é uma das maiores tumbas tebanas da XVIII dinastia. A fachada tem cerca de 30 metros de largura. No meio existe a entrada e em cada lado há quatro nichos com janelas. O interior da câmara tem um plano (de cabeça para baixo) em forma de T. O corredor transversal tem cerca de 26 m de comprimento e é sustentado por oito colunas. Na parte traseira há diversos nichos pequenos. No salão aparece as representações mais antigas conhecidas de minoicos no Egito até hoje. Há também restos de soldados sob um friso de Hator e uma inscrição biográfica. Depois do corredor transversal segue uma longa passagem com um nicho no final. Poucos restos da decoração sobreviveram, como uma lista de oferendas e uma cena de banquete, onde Senemut é mostrado uma vez com sua mãe e outra com seu pai. Uma característica especial conhecida somente desta tumba são várias estelas cortadas da rocha que fornecem o nome e os títulos do arquiteto.
Acima da câmara, cortada nas rochas, há uma estátua de bloco de Senemut.
Sempre foi uma questão de confusão se o arquiteto egípcio tinha duas tumbas. No entanto, na XVIII dinastia vários altos funcionários tinham uma câmara mortuária decorada e uma segunda tumba com uma câmara funerária subterrânea muitas vezes distante da câmara. Em alguns casos, pode-se supor que eles ainda tinham uma câmara mortuária não decorada no Vale dos Reis, enquanto uma câmara decorada mais perto da terra fértil. A câmara funerária de Senemut foi encontrada na TT353 em Deir Elbari e às vezes é chamada de "tumba secreta" de Senemut, pois não tem câmara, que era de fato a TT71. Muito provavelmente também funcionou como câmara para os seus pais, que foram enterrados por perto e são retratados.